# Golfe de Salwah
Le golfe de Salwah est le nom donné à la partie sud du golfe de Bahreïn. 
Le golfe de Salwah est une baie étroite séparant la péninsule du Qatar de l'Arabie Saoudite. Il est bordé à l'ouest par un rivage végétalisé contenant des palmiers et des roselières. À l'est se trouvent des falaises basses et des collines, avec des dunes de sable et des salines à l'extrémité sud.

## Géographie
Le golfe de Salwah est une baie allongée s'étendant vers le sud depuis le golfe de Bahreïn. Il mesure environ 80 km de long sur environ 20 km de large à son point le plus large. A l'ouest se trouve l'Arabie Saoudite et à l'est le Qatar. La surface des terres entourant le golfe de Salwah est en grande partie plate, recouverte de sable ou de cailloux. Du côté est, il y a des dunes de sable et des salines à l'extrémité sud et des falaises basses et des collines plus au nord sur la côte ouest du Qatar. Il s'agit de la zone où se trouvent les principaux champs pétrolifères. Sur le côté ouest du golfe, la côte est sablonneuse avec des niveaux d'eau souterraine élevés soutenant de vastes roselières. Il existe des lagons hypersalins peu profonds et des îles basses sont apparues le long du rivage en raison des changements de niveau d'eau. Le golfe lui-même est peu profond avec une base de sable et de roche et des prairies d'herbes marines.
La partie nord du golfe de Salwah est limitée par les récifs coralliens et l'accumulation de sédiments. Il en résulte que le golfe a une très petite amplitude de marée (environ 0,5 m) et une salinité élevée, car l'eau s'évapore de la surface et l'eau restante n'est pas échangée avec de l'eau moins salée. 

## Faune
La rive ouest du golfe est une zone protégée connue sous le nom de zone protégée du golfe de Salwah et est désignée comme zone importante pour la conservation des oiseaux et la biodiversité. C'est le principal lieu de reproduction du cormoran de Socotra en Arabie Saoudite. D'autres oiseaux qui se reproduisent ici incluent la sterne caspienne, la sterne à joues blanches, la sterne huppée et la sterne bridée. Les oiseaux migrateurs qui hivernent ici comprennent la aigrette à gorge blanche, le grèbe à cou noir, le grèbe huppé, le goéland ichthyaète, le goéland railleur et le goéland pontique. 
Le niveau élevé de salinité du golfe de Salwah empêche la croissance de la plupart des coraux, des foraminifères perforés, des pétoncles et des mollusques gastéropodes tels que Strombus, Xenophora et Conus. 